# Konopki Wielkie (gromada)
Konopki Wielkie – dawna gromada, czyli najmniejsza jednostka podziału terytorialnego Polskiej Rzeczypospolitej Ludowej w latach 1954–1972.
Gromady, z gromadzkimi radami narodowymi (GRN) jako organami władzy najniższego stopnia na wsi, funkcjonowały od reformy reorganizującej administrację wiejską przeprowadzonej jesienią 1954 do momentu ich zniesienia z dniem 1 stycznia 1973, tym samym wypierając organizację gminną w latach 1954–1972.
Gromadę Konopki Wielkie z siedzibą GRN w Konopkach Wielkich utworzono – jako jedną z 8759 gromad na obszarze Polski – w powiecie giżyckim w woj. olsztyńskim na mocy uchwały nr 13 WRN w Olsztynie z dnia 4 października 1954. W skład jednostki weszły obszary dotychczasowych gromad Danowo, Jedamki, Konopki Wielkie, Konopki Małe i Wyszowate ze zniesionej gminy Talki w tymże powiecie. Dla gromady ustalono 9 członków gromadzkiej rady narodowej.
Gromadę zniesiono 1 stycznia 1960, a jej obszar włączono do gromad Talki (wsie Danowo i Konopki Małe oraz przysiółek Wyłudki) i Miłki (wsie Jedamki, Konopki Wielkie i Wyszowate, przysiółek Ogródki oraz PGR Konopki Wielkie) w tymże powiecie.